# Почаївська сільська рада
Почаївська сільська рада — колишній орган місцевого самоврядування у Гребінківському районі Полтавської області з центром у селі Почаївка.

## Населені пункти
Сільраді були підпорядковані населені пункти:
- c. Почаївка
- с. Бесідівщина
- с. Сотницьке
- с. Новоселівка
- с. Скочак